# الحاقد (فلم)
الحاقد هو فيلم مصري عرض عام 1962، بطولة فريد شوقي وسميرة أحمد ومحمود المليجي وأمينة رزق، ومن إخراج ريمون نصور.

## قصة الفيلم
أسرة مكونة من زوج وزوجة وطفل، يختلس الزوج ما في عهدته من أموال الشركة التي يعمل بها فيسجن ويموت في السجن، يترك ابنه المدرسة، وتمر السنوات ويصبح شريكًا في عصابة سرقة، إلا أنه يقابل في أحد الأيام فتاة من عائلة متوسطة يحبها ويضطر من أجلها إلى أن يترك العصابة ويعيش شريفًا.

## طاقم التمثيل
- فريد شوقي
- سميرة أحمد
- محمود المليجي
- أمينة رزق
- حسن حامد
- ثريا فخري
- شفيق نور الدين
- عبد المنعم إسماعيل
- عبد العظيم شعلان
- عباس الدالي
- عبد الحميد بدوي
- الطوخي توفيق
- آمال حسن
- فاروق محمود
- محمد عبد السلام
- علي زكائي
- سمير أحمد عارف
- جواهر
- ناهد صبري

## فريق العمل
- إخراج: ريمون نصور
- قصة: محمد عثمان
- سيناريو: محمد عثمان، ريمون نصور
- حوار: محمد عثمان، ريمون نصور، بهجت قمر
- مدير التصوير: مسعود عيسى
- مونتاج: فتحي قاسم
- إنتاج: أفلام مصر الجديدة
- توزيع: أفلام مصر الجديدة